# Eudon II de Porhoët
Eudon II de Porhoët, également appelé Éon ou Eudes de Porhoët, est né au début du XIIe siècle et est mort vers 1180. Il est le fils de Geoffroi, vicomte de Porhoët, et de son épouse Hadvise. L'ancienne vicomté du Porhoët est situé au centre de la Bretagne dans la région de Pontivy-Josselin-Ploërmel et de La Trinité-Porhoët.

## Vicomte de Porhoët
Eudon , succède à son père Geoffroi de Porhoët (Gaufredus vicecomes filius Eudonis)  vers 1130 lorsque ce dernier prend l'habit monastique et donne aux moines de Saint-Martin de Josselin sa part de dîmes de la paroisse de Guillac. Il avait un frère cadet Étienne qui se nomme lui-même « Stephanus de Castro Gosceline ». Vers 1147, il épouse Berthe de Bretagne veuve d'Alain le Noir Comte de Richmond.

## Comte de Bretagne
Second époux de sa fille Berthe et donc gendre du duc de Bretagne Conan III qui a déshérité son fils unique Hoël, il reçoit de celui-ci le tutorat de son petit-fils, Conan IV.
Un conflit de plusieurs années l'oppose à partir de 1148/1149 à Hoël III de Bretagne, qui, vaincu le 16 décembre 1154 près de Rezé, doit se cantonner dans le comté de Nantes qu'il contrôlait. Pendant six années Eudon, maître du Porhoët une des plus vastes seigneuries de Bretagne qui a reçu de Conan III, à titre viager, des domaines dans le Vannetais et en Cornouaille, administre aussi les biens laissés par Alain le Noir et étend l'autorité ducale jusque dans le nord de la péninsule. Il ne veut pas restituer le trône ducal à Conan son titulaire désigné qui est devenu majeur ce qui rend un conflit inévitable.
En 1154, Conan IV s'allie à son oncle Hoël, mais il est battu par son tuteur, le jeune duc doit se réfugier en Angleterre auprès d'Henri II qui lui confirme la possession de l'Honneur de Richmond qu'il a hérité de son père. Cet honneur consistait en un ensemble de terres et de revenus dans le Yorkshire. Conan reçoit aussi une aide militaire anglaise qui lui permet de revenir en Bretagne et de rallier plusieurs féodaux et d'enlever à son adversaire ses principales positions. Après avoir été brièvement prisonnier Eudon renonce à la lutte et se réfugie hors de Bretagne et se met au service de Louis VII de France.
Conan IV est proclamé duc en 1156, mais cette même année, les Nantais chassent son oncle Hoël et choisissent pour comte le frère cadet d'Henri II, Geoffroy Plantagenêt, déjà comte du Maine et d'Anjou depuis 1156. Le comté de Nantes sort du duché. À la mort de Geoffroy, en 1158, Conan IV croit pouvoir reprendre le Nantais, mais doit se soumettre à Henri II et le lui restituer.

## Révoltes
L'occupation par Henri II d'Angleterre du donjon de Dol-de-Bretagne après la mort de Jean II de Dol, seigneur de Combourg, en 1162, est l'occasion, en 1163, d'une vaste révolte féodale menée par Raoul II de Fougères, Eudon de Porhoët revenu en Bretagne, Henri Ier d'Avaugour et Hervé II de Léon. Les barons commencent les hostilités au début de l'année 1164 et, malgré la prise de Combourg par Richard du Hommet, connétable de Normandie, pour le compte d'Henri II, ils lui interdisent de progresser en Bretagne. Henri II arrive alors sur le continent. Raoul II de Fougères, vaincu, voit le donjon de son château rasé en 1166. Conan IV abdique la même année et Henri II est reconnu gardien du duché par les barons, en attendant que son fils Geoffroy II Plantagenêt, fiancé à Constance de Bretagne, la fille de Conan IV, atteigne la majorité.
Au mois d'août 1167, après avoir négocié une trêve avec le roi de France, Henri II d'Angleterre attaque Guyomarch IV de Léon, devenu le nouveau beau-père d'Eudon. La campagne est rapide et brutale, et Guyomarch IV de Léon se soumet. Eudon cesse aussi le combat et donne Alix de Porhoët, une fille née de la duchesse Berthe de Bretagne, comme otage au roi anglais.
Eudon, qui conservait sans doute à titre viager l'autorité sur des domaines situés dans le comté de Vannes et en Cornouaille, s'allie au seigneur de Dinan Roland et à plusieurs autres féodaux du centre de la Bretagne pour reprendre la lutte. Dans les premiers mois de 1168, Henri II mène une grande chevauchée et s'attaque au domaine patrimonial d'Eudon. Le château de Josselin est pris et détruit, avant qu'il ne s'empare de Vannes et du château d'Auray, et qu’il lui enlève également la moitié de Cornouaille qu'il contrôlait. Il se retourne ensuite contre Roland de Dinan-Bécherel, ravage les bords de la Rance, assiège le château de Léhon, investit Hédé, détruit celui de Tinténiac, et de là, il s'empare de Bécherel, le château le plus puissant de Roland.
Le 6 janvier 1169, Henri le Jeune, fils aîné d'Henri II, prête serment au roi de France  pour l'Anjou et la Bretagne. Quant à Geoffroy, sur l'ordre de son père, il prête serment à son frère aîné pour la Bretagne. Il vient alors en Bretagne et reçoit la soumission des barons en présence des évêques de Rennes et de Saint-Malo. En 1171, après la mort de Conan IV, Henri II intègre la totalité de la Bretagne, le comté d'Ipswich et l'Honneur de Richmond dans son domaine. Henri II pénètre une nouvelle fois en Bretagne. Eudon de Porhoët, qui tente de résister, est battu par les mercenaires brabançons du roi d'Angleterre, sa cité de Josselin est de nouveau brûlée, et Combourg et Dol-de-Bretagne prises. Eudon de Porhoët est une nouvelle fois chassé de Bretagne.
En 1173, une nouvelle révolte éclate, menée par Raoul II de Fougères. Eudon s'y associe, prend la cité ducale de Ploërmel et recouvre son patrimoine du Broërec et de Cornouaille. Réfugié de nouveau en France après la prise de Dol par Henri II en août 1173 et la soumission de Raoul II de Fougères, il met à profit la révolte de 1173-1174 d'Henri le Jeune contre son père pour revenir en Bretagne et reprendre ses domaines. En 1175, Geoffroy II de Bretagne entreprend de soumettre le duché à son autorité et Eudon fut sans doute encore privé de son apanage, mais il disparaît des sources à cette époque.

## Fondations religieuses
Eudon de Porhoët est comme ses contemporains un bienfaiteur de l'Église. Il est à l'origine de la fondation de l'Abbaye Notre-Dame de Lanthénac dans le diocèse de Saint-Brieuc en 1150

## Unions et postérité
De son union en 1147 avec Berthe de Bretagne († vers 1158-1164), fille de Conan III de Bretagne seraient nés :
- Geoffroi de Porhoët († après 1155) ;
- Adélaïde, ou Alix, dite de Bretagne († 29 octobre 1220), abbesse de Fontevrault.

Eudon et sa seconde épouse Jeanne/Aliénor (?) fille d'Hervé II de Léon ou de son fils Guyomarch IV de Léon ont quatre enfants :
- Eudon III de Porhoët (vers 1165 † 1234) qui prend le titre de « Eudo filius Comitis » c'est-à-dire « Eudon fils du Comte » ;
- Henri/Hervé de Porhoët attesté en 1184 ;
- Éléonore († un 3 mai après 1243) épouse de Conan fils d'Henri Ier d'Avaugour ;
- Alice épouse Gui III Mauvoisin, seigneur de Rosny.

## Ascendance

## Source partielle
- André Chédeville et Noël-Yves Tonnerre La Bretagne féodale XIe – XIIIe siècle. Ouest-France Université Rennes (1987)  (ISBN 2737300142).
- Étienne Gasche, Petite histoire des Rois et Ducs de Bretagne, éditions Yoran Embanner, 2006,  (ISBN 2-9521446-7-2)
- Arthur Le Moyne de La Borderie, Histoire de Bretagne, t. 3 : 995-1364, Rennes / Paris, J. Plihon et L. Hommay / Alphonse Picard, 1906 (lire en ligne). Réédition : Mayenne, Joseph Floch, 1975, « Eudon de Porhoët et Conan IV ducs de Bretagne» p. 269-273.
- Frédéric Morvan Les Chevaliers bretons. Entre Plantagenets et Capétiens du milieu du XIIe au milieu du XIIIe siècle, COOP Breizh, 2014,  (ISBN 9782843466700).